# Francis Goodwin
Francis Goodwin (23. května 1784 King's Lynn – 30. srpna 1835 Londýn) byl anglický architekt. Jeho tvorba se nesla zejména v návrzích staveb v novogotickém a novoklasicistním stylu.

## Život
Narodil se ve městě King's Lynn v hrabství Norfolk na východě Anglie jako nejstarší syn Williama Goodwina, který pracoval jako tesař. Architekturu studoval u J. Coxedge v londýnském Kensingtonu. Za svůj život byl dvakrát ženatý, v roce 1808 s Mary Stortovou a v roce 1818 s Elizabeth Reynoldsovou. Z obou manželství vzešlo nejméně pět synů.
Jeho kariéra architekta započala návrhem dvou kostelů v rodném King's Lynn. Velkou příležitost mu poskytlo schválení zákona z roku 1818, který umožňoval stavbu kostelů za použití peněz ze speciálního grantu. Na stavbu každého tímto způsobem financovaného kostela byla uvolněna částka jednoho milionu liber, což odpovídalo v roce 2016 zhruba částce 61 milionů liber. Celkem bylo dle jeho návrhů takto realizováno devět kostelů.
Goodwin však pracoval i pro jiné klienty a jeho činnost se nesoustřeďovala výhradně na stavby nové, ale i na rekonstrukce a modernizace stávajících kostelů. Dostával zakázky i na veřejné budovy, z nichž nejvýznamnější byly radnice v Manchesteru a v Macclesfieldu a tržnice v Salfordu a Leedsu. Kostely byly ve většině případů novogotické, zatímco návrhy staveb veřejných se ponejvíce nesly ve stylu novoklasicistním. Ke konci své profesní dráhy se stále více zaměřoval na rodinné domy a sídla, jako byl například Lissadell House v irském hrabství Sligo, určený pro anglo-irského politika Robert Gore-Bootha. V roce 1833 Goodwin vydal publikaci, která se věnovala pouze architektuře rodinného bydlení. V roce 1830 Goodwin představil impozatní návrh národního pohřebiště v Londýně, které však nebylo realizováno.

## Galerie

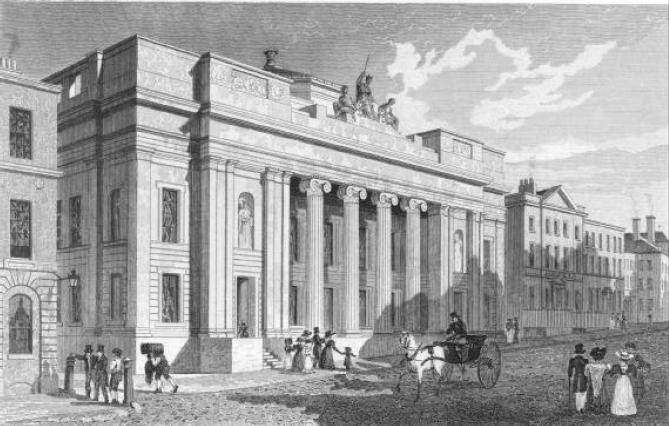
Původní budova radnice v Manchesteru (1822-25) na King Street, později nahrazená novou budovou na Albert Square
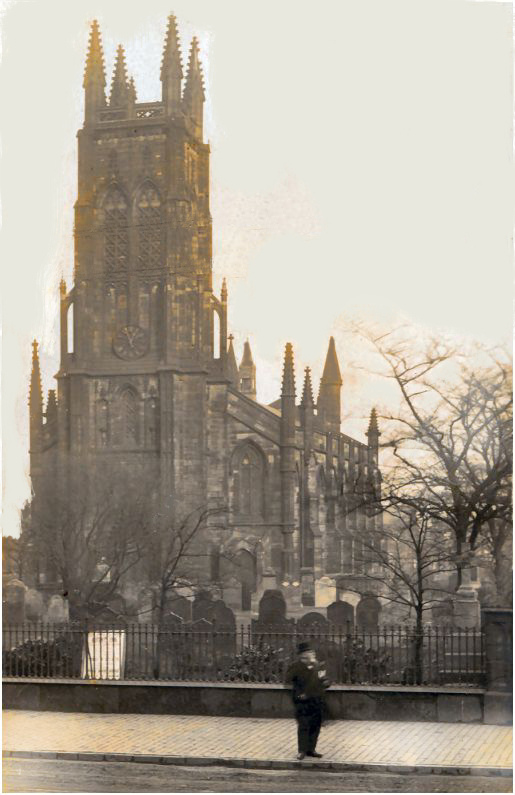
Kostel ve West Bromwich (1821-28)
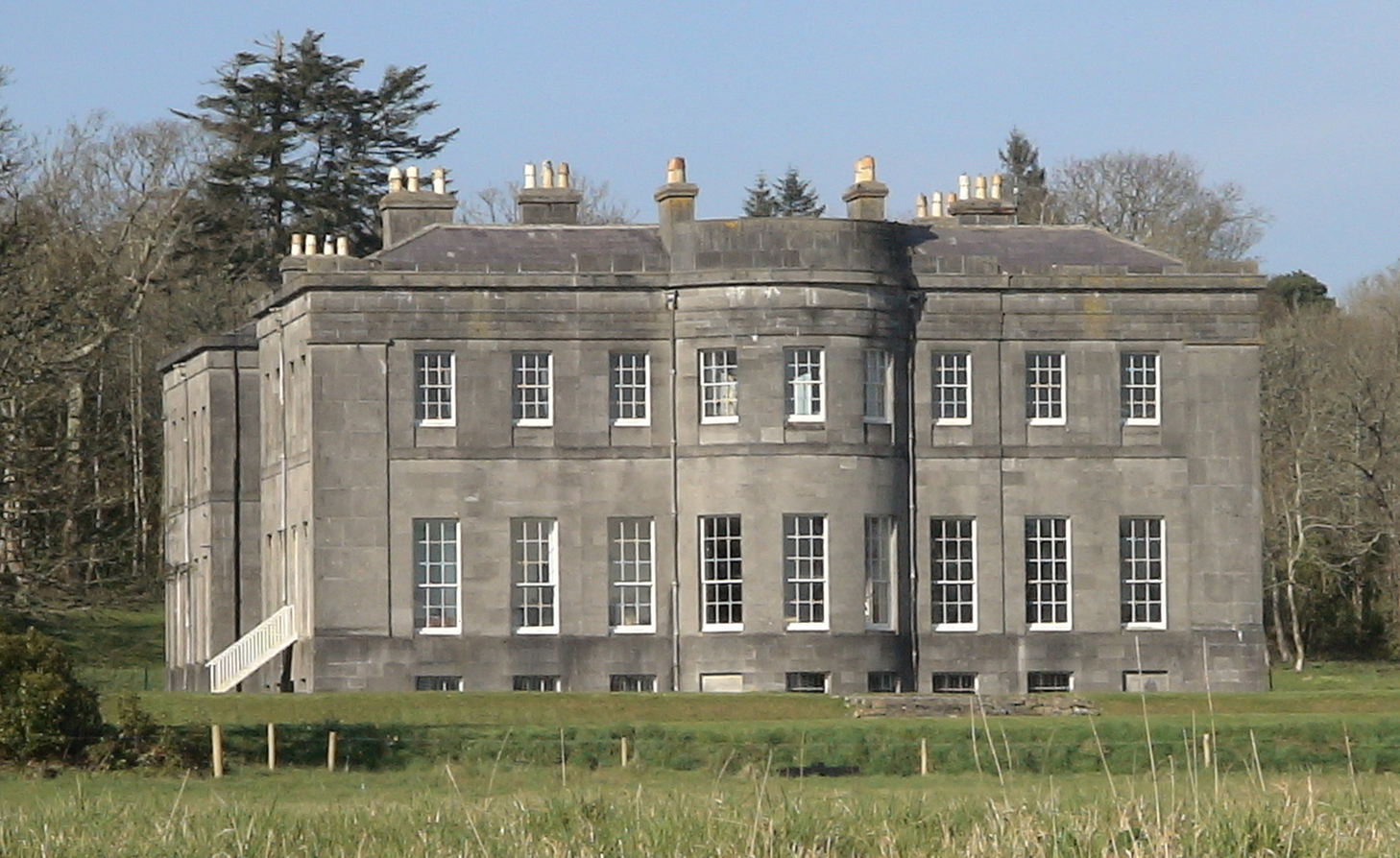
Lissadell House v hrabství Sligo v Irsku
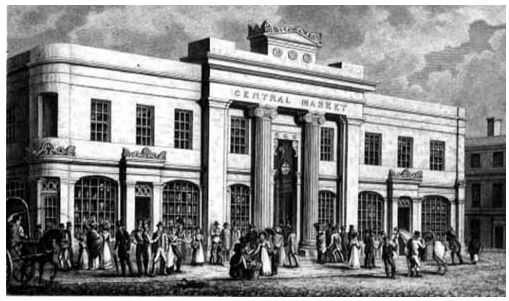
Centrální tržnice v Leedsu (1824-27)
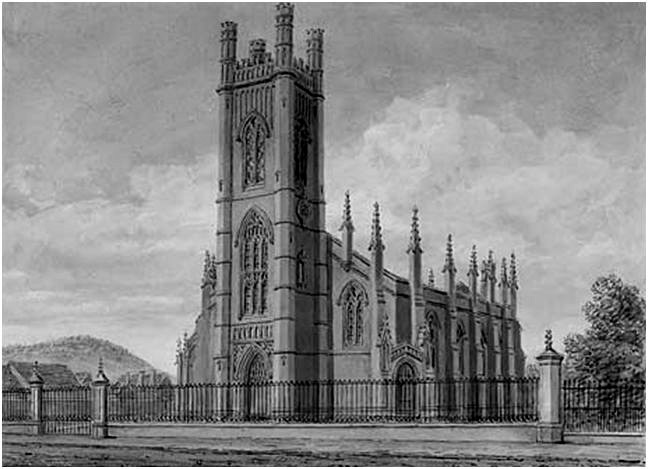
Kostel zasvěcený Nejsvětější trojici ve městě Burton upon Trent
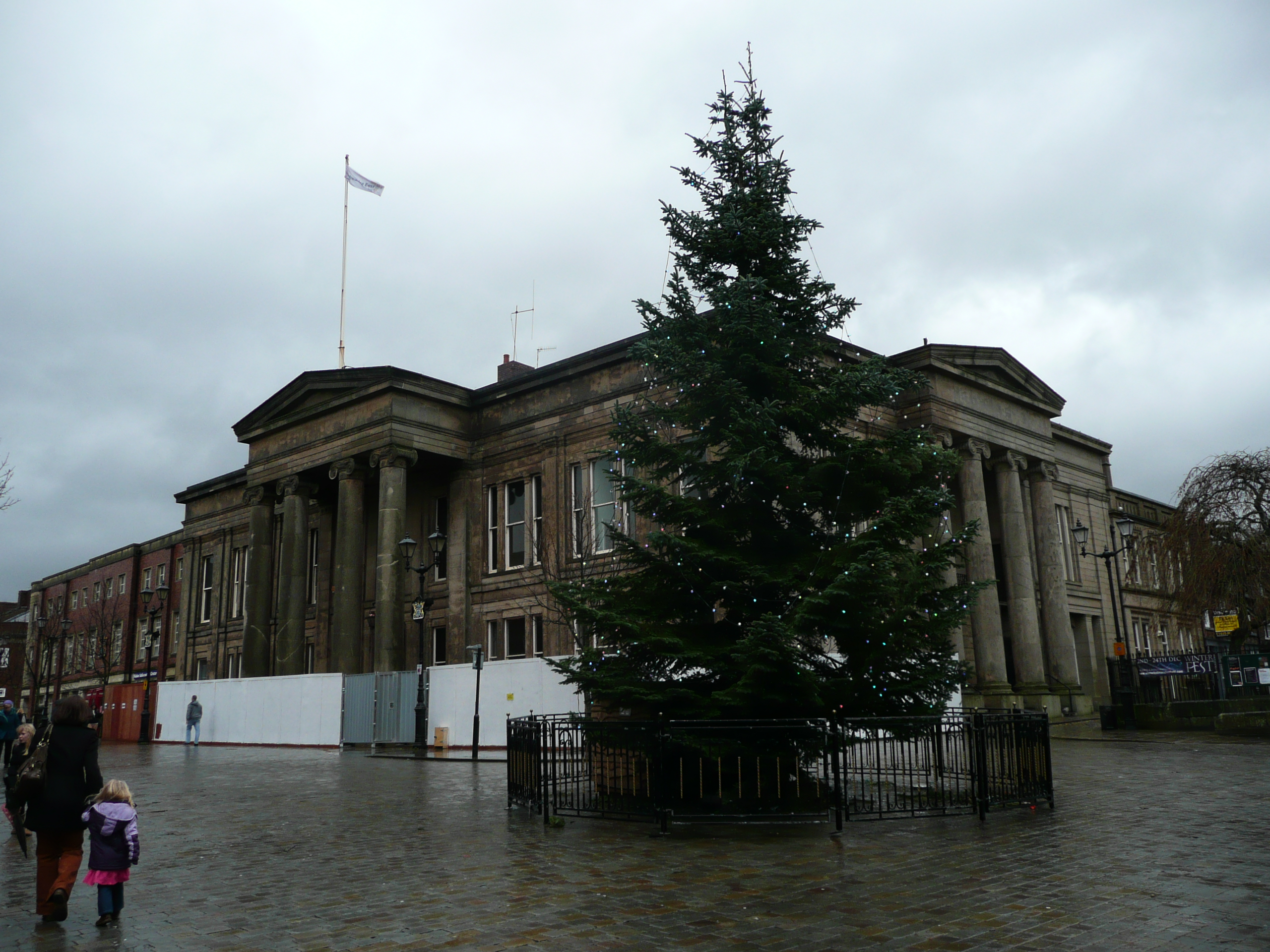
Radnice v Macclesfieldu (1823-24)